# Miliusa zeylanica
Miliusa zeylanica är en kirimojaväxtart som beskrevs av George Gardner, Joseph Dalton Hooker och Thomas Thomson. Miliusa zeylanica ingår i släktet Miliusa och familjen kirimojaväxter. IUCN kategoriserar arten globalt som sårbar. Inga underarter finns listade i Catalogue of Life.